# Der Führer (Zeitung)

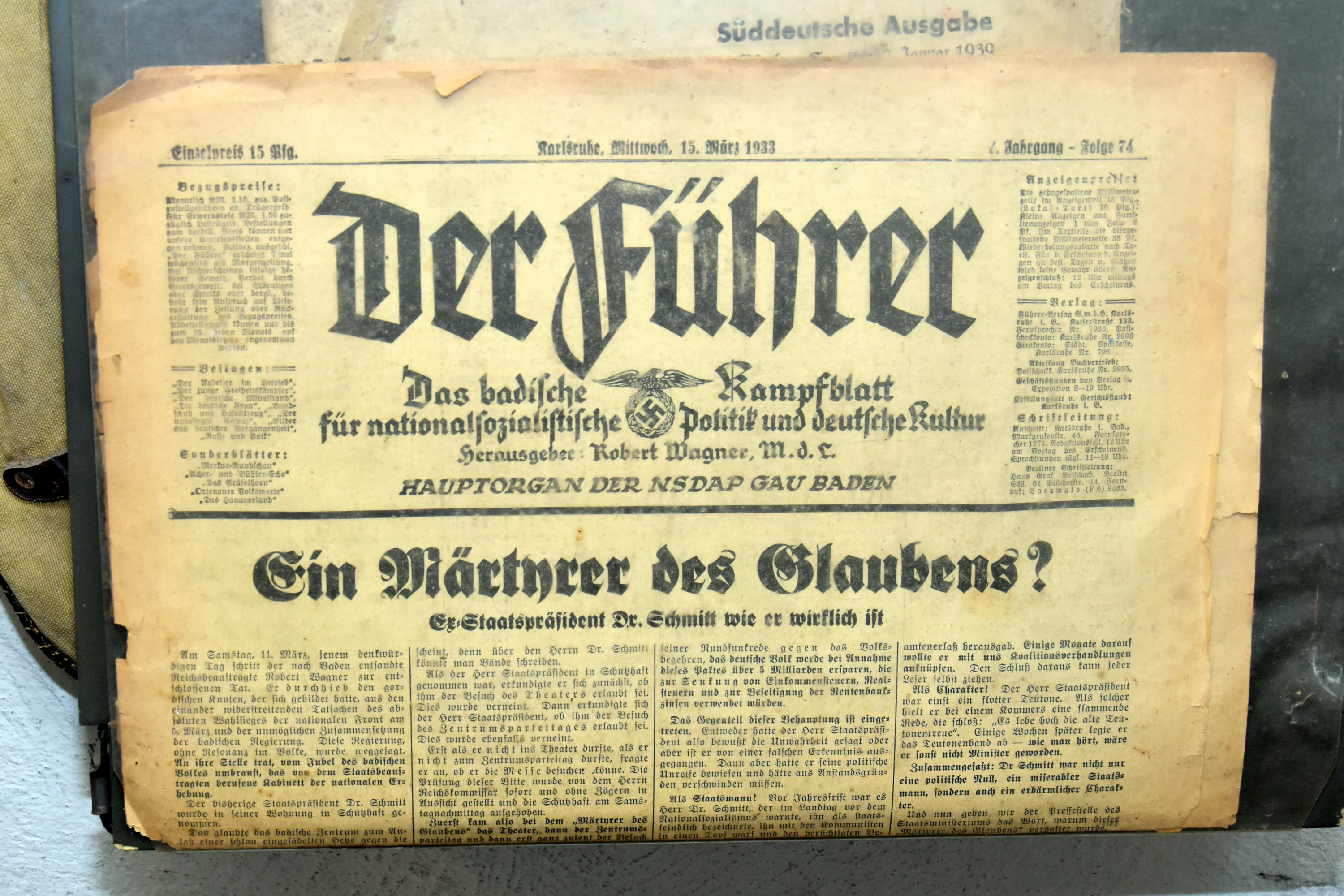
Der Führer, Ausgabe 15. März 1933

Die Zeitung Der Führer gehörte von 1927 bis 1945 zur NS-Presse der NSDAP im Gau Baden. Auf der Hauptseite wurde die Zeitung in der ersten Unterzeile als Hauptorgan der NSDAP Gau Baden bezeichnet. Gleichzeitig wies sich die Zeitung auf der Titelseite auch als Badischer Staatsanzeiger aus, womit die Zeitung auch Amtsverkündiger der Staats- und Justizbehörden für die badischen Amtsbezirke wurde.

## Geschichte

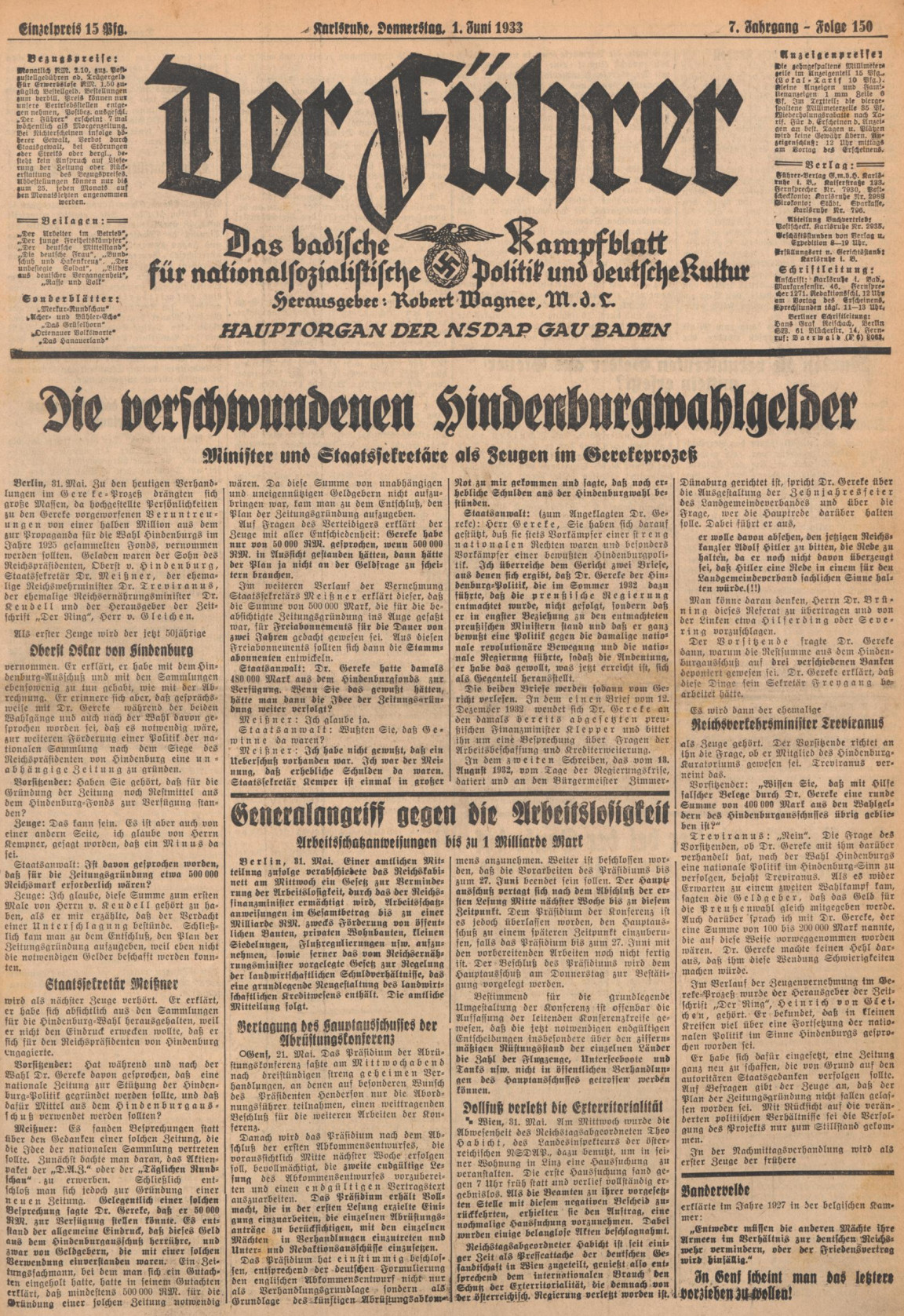
Titelblatt des Führers (Zeitung der NSDAP Baden) vom 1. Juni 1934.

Die Zeitung erschien ab dem 1. November 1927. Der Herausgeber dieser Zeitung der sogenannten Gaupresse der NSDAP war die Führer-Verlag GmbH mit Sitz in Karlsruhe in der Lammstraße 1b. Die Zeitung erschien zuerst mit einer wöchentlichen Ausgabe, um dann ab 1931 als Tageszeitung mit mehreren Nebenausgaben vertrieben zu werden. Die Tageszeitung wurde sowohl als Morgenzeitung für sieben Tage in der Woche und als Abendzeitung für fünf Tage in der Woche gedruckt. Der Verkaufspreis betrug als Einzelpreis im Jahr 1939 10 Pfennig im Bereich von Baden, außerhalb von Baden 15 Pfennig.
Bis 1933 kam der Zeitung eine wichtige Rolle in den Wahlkämpfen zu. Die badische Regierung verbot die Zeitung 1931/32 für insgesamt zwei Monate und strengte Gerichtsverfahren gegen den Schriftleiter Franz Moraller an.

## Aufgaben und Ausgaben
Die Zeitung hatte zuerst ab 1927 die Aufgabe, die innerparteilichen Fronten innerhalb der NSDAP zu klären. Danach diente die Zeitung als Kampf- und Mobilisierungsinstrument der NSDAP, ihren Einfluss als sogenanntes Kampfblatt auf weite Teile der Bevölkerung auszubreiten. Noch im März 1933 lautete die Unterzeile auf der Titelseite der Zeitung: Das badische Kampfblatt für nationalsozialistische Politik und deutsche Kultur.
Bis 1930 hatte Der Führer auf Auflage von maximal 8.000 Exemplaren. Im Januar 1933 erreichte die Zeitung eine Auflage von 16.000 Exemplaren. Mit einer Druckausgabe von 41.132 Exemplaren in der Hauptausgabe und mit einer Gesamtausgabe von 81.282 Exemplaren zusammen mit den Nebenausgaben im Januar 1937 gehörte die Zeitung zu den größten der Gaupresse der NSDAP. Im Mai 1933 übernahm die Zeitung die Einrichtungen der verbotenen SPD-Zeitung Der Volksfreund in Karlsruhe.
Die Zeitung erschien mit vier Bezirksausgaben (Stand 1939):
- Gauhauptstadt Karlsruhe für den Stadtbezirk Karlsruhe und die Kreise von Karlsruhe und Pforzheim
- Kraichgau und Bruhrain für den Kreis von Bruchsal
- Merkur-Rundschau für die Kreise von Rastatt, Baden-Baden und Bühl

Als Zusatzausgaben hatte die Zeitung eine Film- und Frauenbeilage. Auswärtige Geschäfts- und Zweiggeschäftstellen bestanden im Jahr 1939 in Bruchsal, Rastatt, Baden-Baden, Gaggenau, Offenburg, Bühl, Kehl und Lahr.

## Organisation der Zeitung (Stand 1937)
- Verlagsleiter: Emil Munz
- Hauptschriftleiter: Karl Neuscheler
- Schriftleiter für Politik: Georg Brixner
- Schriftleiter für Kultur, und Unterhaltung: Günther Röhrdanz
- Schriftleiter für Sport und Heimatteil: Richard Volderauer
- Schriftleiter für badische Nachrichten: Hugo Büchler
- Schriftleiter für lokale Nachrichten: Max Lösche
- Schriftleiter für Wirtschaft: Fritz Feld
- Schriftleiter für Nachrichten der NSDAP: Rolf Steinbrunn
- Bilderdienst: Fritz Schweizer
- Anzeigenleitung: Karlheinz Windgassen
- Lokaler Schriftleiter in Bruchsal: Michael Holtz
- Lokaler Schriftleiter in Offenburg: Helmut Schaich
- Lokaler Schriftleiter in Rastatt: E. H. Eustachi

Als Herausgeber der Zeitung wurde Robert Wagner ab dem 5. November 1927 tätig. Otto Wacker war vom 1. November 1927 bis 1928 ehrenamtlicher Schriftleiter, ab dem 1. April 1928 bis 11. März 1933 ehrenamtlicher Hauptschriftleiter der Zeitung. Friedhelm Kemper betätigte sich als Vertriebsleiter der Zeitung von August 1930 bis April 1933. Als Hauptschriftleiter war Franz Moraller von Juli 1940 bis 1945 bei der Zeitung tätig.